# Giro del Veneto 1985
Il Giro del Veneto 1985, cinquantottesima edizione della corsa, valido come campionato nazionale in linea, si svolse il 23 giugno 1985 su un percorso di 275 km. La vittoria fu appannaggio dell'italiano Claudio Corti, che completò il percorso in 6h43'37", precedendo i connazionali Stefano Colagè e Stefano Giuliani.
I corridori che tagliarono il traguardo di Montebelluna furono 54.

## Ordine d'arrivo (Top 10)
| Pos. | Corridore                | Squadra                  | Tempo    |
| ---- | ------------------------ | ------------------------ | -------- |
| 1    | Claudio Corti            | Supermercati Brianzoli   | 6h43'37" |
| 2    | Stefano Colagè           | Dromedario-Laminox       | a 1'25"  |
| 3    | Stefano Giuliani         | Gis Gelati-Trentino Vac. | a 1'29"  |
| 4    | Gianbattista Baronchelli | Supermercati Brianzoli   | a 1'34"  |
| 5    | Alberto Volpi            | Sammontana-Bianchi       | s.t.     |
| 6    | Francesco Cesarini       | Del Tongo-Colnago        | s.t.     |
| 7    | Enrico Pochini           | Dromedario-Laminox       | s.t.     |
| 8    | Marco Giovannetti        | Ariostea-OECE            | s.t.     |
| 9    | Alessandro Pozzi         | Ariostea-OECE            | s.t.     |
| 10   | Franco Chioccioli        | Squadra Unita F.C.I.     | s.t.     |